# Entropie aktivace
Entropie aktivace reakce je pojem z chemické kinetiky, který je (společně s entalpií aktivace) jedním ze dvou parametrů závislosti rychlostní konstanty reakce na teplotě, jsou-li data analyzována za použití Eyringova vzorce. Standardní entropie aktivace se značí ΔS‡ a odpovídá změně entropie když se reaktanty přemění z výchozí podoby na aktivovaný komplex, určuje součinitel A v Arrheniově vzorci pro rychlost reakce. Podoba tohoto vzorce závisí na molekularitě reakce; u reakcí v roztocích a jednomolekulárních reakcí plynů má podobu
{\displaystyle A={\frac {ek_{B}T}{h}}e^{\frac {\Delta S\ddagger }{R}}},
zatímco u bimolekulárních reakcí plynů je vzorec
{\displaystyle A={\frac {e^{2}k_{B}T}{h}}{\frac {R'T}{p}}e^{\frac {\Delta S\ddagger }{R}}},
e je Eulerovo číslo, h Planckova konstanta, kB Boltzmannova konstanta, T termodynamická teplota a R' je molární plynová konstanta v jednotce (bar×l)/(mol×K), R' = 8,3145×10−2 (bar×l)/(mol×K).
Kladná hodnota ΔS‡ znamená, že se entropie při tvorbě aktivovaného komplexu zvyšuje, což často ukazuje na disociativní mechanismus reakce, kde je aktivovaný komplex slaběji vázán a rozpadá se. Záporná ΔS‡ jsou u reakcí, kde se tvorbou aktivovaného komplexu snižuje a (obvykle) tedy dochází k tvorbě jednoho aktivovaného komplexu z dvou (nebo více) výchozích látek.